# Maire de Castroponce (kommunhuvudort)
Maire de Castroponce är en kommunhuvudort i Spanien.   Den ligger i provinsen Provincia de Zamora och regionen Kastilien och Leon, i den nordvästra delen av landet, 250 km nordväst om huvudstaden Madrid. Maire de Castroponce ligger 742 meter över havet och antalet invånare är 227.
Terrängen runt Maire de Castroponce är platt. Runt Maire de Castroponce är det ganska glesbefolkat, med 23 invånare per kvadratkilometer. Närmaste större samhälle är Benavente, 15,1 km sydost om Maire de Castroponce. Trakten runt Maire de Castroponce består till största delen av jordbruksmark.